# Miss USA 2017
Miss USA 2017 fue la 66.ª edición del certamen Miss USA cuya final se llevó a cabo el 14 de mayo de 2017 en el Centro de Eventos del Mandalay Bay, en Las Vegas, Estados Unidos. Candidatas provenientes de los 50 estados del país y el Distrito de Columbia compitieron por el título. Al final del evento, Deshauna Barber, Miss USA 2016 del Distrito de Columbia coronó a Kára McCullough también del Distrito de Columbia como su sucesora, quien representó a Estados Unidos en Miss Universo 2017.
La gala final fue conducida nuevamente por el actor y presentador de televisión estadounidense Terrence Jenkins y la actriz Julianne Hough, además de los comentarios tras bambalinas de la modelo, presentadora, empresaria y activista estadounidense Ashley Graham. Los artistas que amenizaron la velada fueron los cantantes Pitbull, Brett Eldredge y la actuación especial del residente Michael Jackson ONE para Cirque du Soleil.

## Resultados
| Posiciones        | Candidatas |
| ----------------- | --- |
| Miss USA 2017     | - Distrito de Columbia – Kára McCullough |
| Primera finalista | - Nueva Jersey – Chhavi Verg |
| Segunda finalista | - Minnesota – Meridith Gould |
| Top 5             | - Carolina del Sur – Megan Gordon - Illinois – Whitney Wandland                                                                                  |
| Top 10            | - Alaska – Alyssa London - California – India Williams - Misuri – Bayleigh Dayton - Nueva York – Hannah Lopa - Tennessee – Allee-Sutton Hethcoat |

### Orden de clasificación
| Top 10               | Top 5                | Top 3                |
| -------------------- | -------------------- | -------------------- |
| Minnesota            | Minnesota            | Distrito de Columbia |
| Nueva Jersey         | Illinois             | Minnesota            |
| Misuri               | Carolina del Sur     | Nueva Jersey         |
| Tennessee            | Distrito de Columbia |                      |
| California           | Nueva Jersey         |                      |
| Distrito de Columbia |                      |                      |
| Carolina del Sur     |                      |                      |
| Nueva York           |                      |                      |
| Illinois             |                      |                      |
| Alaska               |                      |                      |

## Historia

### Sede
Esta fue la octava ocasión que la ciudad de Las Vegas acoja el certamen, al igual que el Mandalay Bay Resort and Casino fue la sede de la final del concurso por segunda vez, la primera fue en 2011.

## Áreas de competencia

### Final
La gala final fue transmitida en vivo por Fox para todo Estados Unidos y el mundo, desde el Mandalay Bay Resort and Casino, Las Vegas, Nevada, el 14 de mayo de 2017. Fue conducida por Terrence Jenkins y Julianne Hough, además de los comentarios tras bambalinas de Ashley Graham.
El grupo de 10 cuartofinalistas se dieron a conocer durante la competencia final, seleccionado por un jurado preliminar y la Organización Miss Universo, quienes eligieron las concursantes que más destacaron en las tres áreas de competencia durante la etapa preliminar.
Estas 10 cuartofinalistas fueron evaluadas por un jurado final y por el público que tuvo a su disposición la aplicación oficial para teléfonos inteligentes:
- Las 10 cuartofinalistas desfilaron en una nueva ronda en traje de baño y traje de gala, donde salieron de la competencia 5 de ellas.
- Las 5 semifinalistas se sometieron a una pregunta eliminatoria, y 2 más salieron de la competencia.
- Las 3 últimas finalistas fueron sometidas a una misma pregunta final, y posteriormente dieron una última pasarela, donde el panel de jueces junto al público votante consideraron la impresión general que dejó cada una de las finalistas para votar y definir posiciones finales.

#### Jurado final
Estos son miembros del jurado que evaluaron a las cuarto, semi y finalistas que elegirán a Miss USA 2017:
- Jeannie Mai, presentadora de televisión y modelo.
- Janet Mock, abogada, escritora, presentadora de televisión y activista por los derechos de los transgéneros.
- Carson Kressley, actor, diseñador y presentador de televisión.
- Halima Aden, modelo de origen americano-somalí, excandidata a Miss Minnesota USA 2016.
- Nancy Lublin, directora ejecutiva en Crisis Text Line.
- Brook Lee, Miss USA 1997 y Miss Universo 1997.

### Competencia preliminar
El 11 de mayo todas las candidatas desfilaron en traje de baño y traje de noche en el marco de un espectáculo llamado Espectáculo de presentación; se presentaron y desfilaron ante los jueces preliminares, quienes tomaron en cuenta su impresión de las candidatas durante ese espectáculo para seleccionar a parte de las cuartofinalistas. El evento fue transmitido en vivo vía internet.

#### Jurado preliminar
Estos son los miembros del jurado preliminar, que eligieron a algunas de las cuartofinalistas, durante el Show de presentación (Competencia preliminar), luego de ver a las candidatas en privado durante entrevistas y pasarela en traje de baño y gala:
- Deshauna Barber, Miss USA 2016 y semifinalista en Miss Universo 2016.
- Alexandra «Alex» Wehrley, actriz y presentadora de televisión, y exrepresentante de Wisconsin en Miss USA 2009.
- Halima Aden, modelo de origen americano-somalí, excandidata a Miss Minnesota USA 2016.
- Maura McGreevy, comunidora corporativa de la empresa IMG.
- Carole Gist, Miss USA 1990, y primera finalista en Miss Universo 1990.
- Nancy Lublin, directora ejecutiva en Crisis Text Line.
- Brook Lee, Miss USA 1997 y Miss Universo 1997.
- Nick Light, vicepresidente de Sony Music y Warner Bros. Records.
- Vanessa Gringer, directora de desarrollo de negocios de la empresa IMG.

### Premiaciones especiales oficiales
La Organización Miss USA otorgó dos premios especiales durante las actividades del Miss USA 2017:

#### Miss Simpatía USA 2017
La concursante ganadora al reconocimiento como Miss Simpatía (Miss Congeniality) fue elegida por las mismas concursantes, quienes votaron en secreto por aquella de sus compañeras que reflejó mejor el sentido de sana competencia, fraternidad y amistad entre los estados.
- Ganadora:  Alaska - Alyssa London
- Ganadora:  Wyoming - Mikaela Shaw

#### Miss Fotogénica USA 2017
Miss Fotogénica fue elegida por el panel de jueces preliminar, eligiendo a la concursante cuyas fotos fueron las mejores.
- Ganadora:  Florida - Linette De Los Santos

## Relevancia histórica deMiss USA 2017

### Resultados
- Distrito de Columbia gana por cuarta vez el título de Miss USA y por segundo año consecutivo.
- Nueva Jersey obtiene el puesto de Primera Finalista por segunda vez. La última vez que obtuvo esta posición fue en 1991.
- Minesota obtiene el puesto de Segunda Finalista por segunda vez. La última vez que obtuvo esta posición fue en 1977.
- California, Carolina del Sur, Distrito de Columbia y Misuri repiten clasificación a los cuartos de final. Todos clasifican por segundo año consecutivo.
- Illinois y Nueva York clasificaron por última vez en 2015.
- Minnesota, Nueva Jersey y Tennessee clasificaron por última vez en 2014.
- Alaska clasificó por última vez en 1990.
- Alabama rompe una racha de clasificaciones que mantenía desde 2010.
- Arizona, Oklahoma y Virginia rompen una racha de clasificaciones que mantenían desde 2014.
- Hawái rompe una racha de clasificaciones que mantenía desde 2015.
- Alaska y Wyoming ganan Miss Simpatía, siendo la segunda vez en la historia que dos estados alcanzan dicho galardón.
- Florida ganó Miss Fotogénica por segunda ocasión, y por primera desde 2006.

### Otros datos significativos
- Las Vegas fue sede de Miss USA por octava vez en la historia y por segunda ocasión consecutiva.
- El Centro de Eventos del Mandalay Bay albergó por primera vez el evento.
- Se implementó el formato de 10 semifinalistas que fue usado por última vez en 2003.

## Candidatas
51 candidatas compitieron en Miss USA 2017:
(En la tabla se utiliza su nombre completo, los sobrenombres van entrecomillados y los apellidos utilizados como nombre artístico, entre paréntesis; fuera de ella se utilizan sus nombres «artísticos» o simplificados)
| Estado/Territorio    | Candidata                           | Edad | Residencia       |
| -------------------- | ----------------------------------- | ---- | ---------------- |
| Alabama              | Baylee Kathryn Smith                | 20   | Tuscaloosa       |
| Alaska               | Alyssa Kalyn London                 | 27   | Anchorage        |
| Arizona              | Tommy Lynn Calhoun                  | 26   | Tucson           |
| Arkansas             | Arynn Nicole Johnson                | 21   | Hot Springs      |
| California           | India Monique Williams              | 20   | Lafayette        |
| Carolina del Norte   | Kaitlin "Katie" Allyson Coble       | 27   | Charlotte        |
| Carolina del Sur     | Megan Kelsey Gordon                 | 23   | North Augusta    |
| Colorado             | Sabrina Janssen                     | 21   | Denver           |
| Connecticut          | Olga Yurievna Litvinenko            | 27   | Greenwich        |
| Dakota del Norte     | Raquel Marie Wellentin              | 24   | Fargo            |
| Dakota del Sur       | Tessa Elizabeth Dee                 | 26   | Mitchell         |
| Delaware             | Mia Emani Jones                     | 20   | Bear             |
| Distrito de Columbia | Kára Deidra McCullough              | 25   | Washington D. C. |
| Florida              | Linette De Los Santos               | 25   | Miami            |
| Georgia              | DeAnna Hope Johnson                 | 21   | Hazlehurst       |
| Hawái                | Julie Kuo                           | 23   | Honolulu         |
| Idaho                | Cassandra "Cassie" Elizabeth Lewis  | 25   | Moscow           |
| Illinois             | Whitney Marie Wandland              | 25   | Chicago          |
| Indiana              | Brittany Nicole Winchester          | 27   | Indianápolis     |
| Iowa                 | Kelsey Anne Weier                   | 26   | West Des Moines  |
| Kansas               | Catherine Elizabeth Carmichael      | 25   | Manhattan        |
| Kentucky             | Madelynne Grace Myers               | 22   | Louisville       |
| Luisiana             | Bethany Michele Trahan              | 21   | Lake Charles     |
| Maine                | Brooke Lindsay Harris               | 26   | Lee              |
| Maryland             | Adrianna Christine David            | 22   | Rockville        |
| Massachusetts        | Julia Frances Scaparotti            | 25   | Peabody          |
| Míchigan             | Krista Lauren Ferguson              | 24   | Detroit          |
| Minnesota            | Meridith Louise Gould               | 22   | Minneapolis      |
| Misisipi             | Ashley Marie Hamby                  | 24   | Madison          |
| Misuri               | Bayleigh Amethyst Dayton            | 23   | Lee's Summit     |
| Montana              | Brooke Bezanson                     | 20   | Missoula         |
| Nebraska             | Jasmine Jade Fuelberth              | 20   | Norfolk          |
| Nevada               | Lauren York                         | 23   | Las Vegas        |
| Nueva Jersey         | Chhavi Verg                         | 20   | Edison           |
| Nueva York           | Hannah Elizabeth Lopa               | 25   | Spencerport      |
| Nuevo Hampshire      | Sarah Mousseau                      | 26   | Portsmouth       |
| Nuevo México         | Ashley Nicole Mora                  | 25   | Albuquerque      |
| Ohio                 | Dinaleigh Shelby Baxter             | 24   | Winchester       |
| Oklahoma             | Alex Lauren Smith                   | 22   | Mooreland        |
| Oregón               | Elizabeth "Liz" May Denny           | 26   | Roseburg         |
| Pensilvania          | Cassandra Lee Angst                 | 22   | Feasterville     |
| Rhode Island         | Kelsey Brooke Swanson               | 23   | Cranston         |
| Tennessee            | Allee-Sutton Hethcoat               | 25   | Franklin         |
| Texas                | Nancy Gonzalez                      | 27   | Freeport         |
| Utah                 | Baylee Lynn Jensen                  | 23   | South Jordan     |
| Vermont              | Madison Trimbey Cota                | 21   | Bellows Falls    |
| Virginia             | Jacqueline Carroll                  | 23   | Stanardsville    |
| Virginia Occidental  | Lauren Elizabeth Roush              | 22   | Mason            |
| Washington           | Alexandra "Alex" Deann Carlson-Helo | 23   | Mill Creek       |
| Wisconsin            | Skylar Audrey Witte                 | 19   | Schofield        |
| Wyoming              | Mikaela Shaw                        | 23   | Casper           |

### Suplencias
- Génesis Dávila (Florida) fue despojada de su título por incumplimiento en su contrato como reina titular, y con ello el derecho a participar en el certamen, por lo que Linette De Los Santos asumió el título tras ser primera finalista del certamen estatal.

## Datos acerca de las delegadas
Algunas de las delegadas del Miss USA 2017 han participado, o participarán, en otros certámenes de importancia nacionales e internacionales:
- Katie Coble (Carolina del Norte) y Olga Litvinenko (Connecticut) participaron en Miss Teen USA 2007, sin embargo Coble se posicionó como segunda finalista.
- Jacqueline Carroll (Virginia) fue semifinalista en Miss Teen USA 2010.
- Alex Carlson-Helo (Washington) concursó sin éxito en Miss Teen USA 2012.
- Jasmine Fuelberth (Nebraska) concursó sin éxito en Miss Teen USA 2013.
- Mikaela Shaw (Wyoming) concursó sin éxito en National Sweetheart 2013, y en Miss America 2015.
- Tessa Dee (Dakota del Sur) concursó sin éxito en Miss America 2014.
- Mia Jones (Delawere) y Madison Cota (Vermont) concursaron en Miss Teen USA 2014, solamente Jones fue semifinalista en dicho certamen.
- Arynn Johnson (Arkansas) fue semifinalista en Miss Teen USA 2015.
- Catherine Carmichael (Kansas) y Ashley Mora (Nuevo México) fueron semifinalistas en Miss World America 2015.

Algunas de las delegadas nacieron o viven en otro estado o región al que representarán, o bien, tienen un origen étnico distinto:
- Olga Litvinenko (Connecticut) nació y se crio en Ucrania hasta los tres años de edad.
- Raquel Wellentin (Dakota del Norte) nació en Filipinas.
- Kára McCullough (Distrito de Columbia) nació en Italia.
- Linette De Los Santos (Florida) nació en República Dominicana.
- Julie Kuo (Hawái) nació en Taiwán.
- Catherine Carmichael (Kansas) y Sarah Mousseau (Nuevo Hampshire) tienen ascendencia francesa.
- Julia Scaparotti (Massachusetts) tiene ascendencia italiana.
- Meridith Gould (Minnesota) nació en el estado de Dakota del Sur.
- Bayleigh Dayton (Misuri) fue la primera mujer de raza negra en representar a dicho estado.
- Lauren York (Nevada) nació en el estado de California.
- Chhavi Verg (Nueva Jersey) nació y se crio en India hasta los cuatro años de edad.
- Ashley Mora (Nuevo México) tiene ascendencia latinoamericana.
- Nancy Gonzalez (Texas) tiene ascendencia mexicana.

Otros datos significativos de algunas delegadas:
- La candidata más alta fue Catherine Carmichael (Kansas) con 1.85 m, mientras que la candidata más baja fue Bethany Trahan (Luisiana) que cuenta con 1.63 m de estatura.
- Las candidatas de mayor edad fueron Alyssa London (Alaska), Katie Coble (Carolina del Norte), Olga Litvinenko (Connecticut), Brittany Winchester (Indiana) y Nancy Gonzalez (Texas), todas con 27 años; mientras que la candidata de menor edad fue Skylar Witte (Wisconsin), con 19 años de edad.
- Alyssa London (Alaska) es locutora de radio y presentadora de televisión.
- DeAnna Johnson (Georgia) participó en la octava temporada del programa de talentos The Voice.
- Whitney Wandland (Illinois) es animadora de porras para el equipo de baloncesto Chicago Bulls.
- Adrianna David (Maryland) sufrió un grave accidente mientras participaba en una competencia de porristas, lastimándose tres de los ligamentos, por lo que tuvo un largo y extenuante tratamiento médico.
- Julia Scaparotti (Massachusetts) pertenece al grupo de porristas New England Patriots Cheerleader.
- Brooke Bezanson (Montana) fue diagnosticada de trastorno por déficit de atención con hiperactividad y dislexia a la edad de siete años.
- Sarah Mousseau (Nuevo Hampshire) padece de una enfermedad autoinmune, acompañada de alopecia y vitiligo.
- Cassandra Angst (Pensilvania) tuvo trastornos alimenticios en su adolescencia, por lo que fue hospitalizada, actualmente ya no padece de aquella enfermedad.
- Kelsey Swanson (Rhode Island) es sobrevivente de un tumor cerebral.
- Allee-Sutton Hethcoat (Tennessee) es actriz, modelo y presentadora de televisión.
- Baylee Jensen (Utah) es hija de Gretchen Polhemus, representante de Texas y ganadora de Miss USA 1989, por lo que le dio el derecho de representar a Estados Unidos en Miss Universo 1989, en dicho concurso se posicionó como segunda finalista.
- Alex Carlson-Helo (Washington) padeció de artritis reumatoide, por lo que tuvo que aprender nuevamente a caminar.